# Dolina (okręg Caraș-Severin)
Dolina – wieś w Rumunii, w okręgu Caraș-Severin, w gminie Cornereva. W 2011 roku liczyła 36 mieszkańców. 